# Слісарчук Артем Олександрович
Арте́м Олекса́ндрович Слісарчу́к (нар. 2 квітня 1990, Шепетівка, Хмельницька область — пом. 24 березня 2022, біля м. Ізюм, Харківська область, Україна) — старший лейтенант, начальник зенітної ракетної обслуги зенітної ракетної батареї 250-го окремого зенітного ракетного дивізіону 11 ЗРП, учасник російсько-української війни. Герой України (2022, посмертно).

## Біографія
Закінчив 9 класів школи-гімназії. Після закінчення 9 класів здобував освіту в технікумі. Займався спортом.
10 січня 2013 року вступив на військову службу за контрактом. Пройшовши шлях від солдата до сержанта, обіймав посади оператора зенітної ракетної обслуги, командира відділення — старшого оператора радіолокаційної станції відділення бойового управління, заступника начальника зенітної ракетної обслуги.
Згодом вступив до Харківського національного університету Повітряних Сил імені Івана Кожедуба. Закінчивши курси підвищення кваліфікації, отримав перше офіцерське звання — молодший лейтенант. Його офіцерська кар'єра почалася з посади начальника зенітної ракетної обслуги.
Від початку повномасштабного вторгнення він разом із побратимами виконував бойове завдання на Харківщині.
24 березня 2022 року під час 7-го виїзду в зону проведення операції об'єднаних сил загинув під містом Ізюм, що на Харківщині.
26 квітня 2022 року похований у Шепетівці.
Залишилися мати і сестра.

## Нагороди
- звання «Герой України» з удостоєнням ордена «Золота Зірка» (2022, посмертно) — за особисту мужність і героїзм, виявлені у захисті державного суверенітету та територіальної цілісності України, вірність військовій присязі[4].